# Grand Prix Formule 1 van Europa 2006
De Grand Prix Formule 1 van Europa 2006 werd gehouden op 7 mei op de Nürburgring in Nürburg.

## Test-coureurs op vrijdag
Franck Montagny zou oorspronkelijk als test coureur optreden namens Super Aguri, maar werd van derde coureur gepromoveerd tot vaste coureur nadat de FIA super licentie voor Yuji Ide was ingetrokken en hij niet mee kon doen.
| Constructeur          | Coureur          |
| --------------------- | ---------------- |
| Williams - Cosworth   | Alexander Wurz   |
| Honda                 | Anthony Davidson |
| Red Bull - Ferrari    | Robert Doornbos  |
| BMW Sauber            | Robert Kubica    |
| MF1 - Toyota          | Adrian Sutil     |
| Toro Rosso - Cosworth | Neel Jani        |
| Super Aguri - Honda   | -                |

## Uitslag
| Pos. | Nr. | Coureur              | Constructeur          | Rondes | Tijd/Opgave     | Startplaats | Punten |
| ---- | --- | -------------------- | --------------------- | ------ | --------------- | ----------- | ------ |
| 1    | 5   | Michael Schumacher   | Scuderia Ferrari      | 60     | 1:35:58.765     | 2           | 10     |
| 2    | 1   | Fernando Alonso      | Renault               | 60     | +3.751          | 1           | 8      |
| 3    | 6   | Felipe Massa         | Scuderia Ferrari      | 60     | +4.447          | 3           | 6      |
| 4    | 3   | Kimi Räikkönen       | McLaren - Mercedes    | 60     | +4.879          | 5           | 5      |
| 5    | 11  | Rubens Barrichello   | Honda                 | 60     | +1:12.586       | 4           | 4      |
| 6    | 2   | Giancarlo Fisichella | Renault               | 60     | +1:14.116       | 11          | 3      |
| 7    | 10  | Nico Rosberg         | Williams - Cosworth   | 60     | +1:14.565       | 22          | 2      |
| 8    | 17  | Jacques Villeneuve   | BMW Sauber            | 60     | +1:29.364       | 9           | 1      |
| 9    | 8   | Jarno Trulli         | Toyota                | 59     | +1 Ronde        | 7           |        |
| 10   | 16  | Nick Heidfeld        | BMW Sauber            | 59     | +1 Ronde        | 13          |        |
| 11   | 21  | Scott Speed          | Toro Rosso - Cosworth | 59     | +1 Ronde        | 17          |        |
| 12   | 18  | Tiago Monteiro       | MF1 - Toyota          | 59     | +1 Ronde        | 18          |        |
| 13   | 19  | Christijan Albers    | MF1 - Toyota          | 59     | +1 Ronde        | 16          |        |
| Ret  | 7   | Ralf Schumacher      | Toyota                | 52     | Motor           | 10          |        |
| Ret  | 4   | Juan Pablo Montoya   | McLaren - Mercedes    | 52     | Motor           | 8           |        |
| Ret  | 22  | Takuma Sato          | Super Aguri - Honda   | 45     | Hydrauliek      | 20          |        |
| Ret  | 23  | Franck Montagny      | Super Aguri - Honda   | 29     | Hydrauliek      | 21          |        |
| Ret  | 12  | Jenson Button        | Honda                 | 28     | Motor           | 6           |        |
| Ret  | 15  | Christian Klien      | Red Bull - Ferrari    | 28     | Versnellingsbak | 15          |        |
| Ret  | 9   | Mark Webber          | Williams - Cosworth   | 12     | Hydrauliek      | 19          |        |
| Ret  | 14  | David Coulthard      | Red Bull - Ferrari    | 2      | Ongeluk         | 12          |        |
| Ret  | 20  | Vitantonio Liuzzi    | Toro Rosso - Cosworth | 0      | Ongeluk         | 14          |        |

## Wetenswaardigheden
- Rondeleiders: Fernando Alonso 30 (1–16; 24–37), Michael Schumacher 22 (17–18; 38–41; 45–60) en Kimi Räikkönen 8 (19–23; 42–44).
- Jacques Villeneuves snelste drie rondes van de 3e kwalificatieronde werden gewist omdat hij Giancarlo Fisichella geblokkeerd had. Hierdoor startte hij niet als 8e maar als 9e.
- Mark Webber en Nico Rosberg kregen 10 plaatsen straf voor een motorwissel.

## Standen na de Grand Prix

### Coureurs
| Pos. | Nr. | Coureur              | Constructeur     | Punten |
| ---- | --- | -------------------- | ---------------- | ------ |
| 1    | 1   | Fernando Alonso      | Renault          | 44     |
| 2    | 5   | Michael Schumacher   | Scuderia Ferrari | 31     |
| 3    | 3   | Kimi Räikkönen       | McLaren          | 23     |
| 4    | 2   | Giancarlo Fisichella | Renault          | 18     |
| 5    | 6   | Felipe Massa         | Scuderia Ferrari | 15     |

### Constructeurs
| Pos. | Nr.   | Constructeur     | Coureur                              | Punten |
| ---- | ----- | ---------------- | ------------------------------------ | ------ |
| 1    | 1 2   | Renault          | Fernando Alonso Giancarlo Fisichella | 62     |
| 2    | 5 6   | Scuderia Ferrari | Michael Schumacher Felipe Massa      | 46     |
| 3    | 3 4   | McLaren          | Kimi Räikkönen Juan Pablo Montoya    | 38     |
| 4    | 11 12 | Honda            | Jenson Button Rubens Barrichello     | 19     |
| 5    | 16 17 | BMW Sauber       | Nick Heidfeld Jacques Villeneuve     | 4      |

## Statistieken
| Snelste ronde | Michael Schumacher | Scuderia Ferrari | 1:32.099 |

## Noot
- Dit was het debuut van de Franse coureur Franck Montagny.
- Tiende pole position voor Fernando Alonso en voor een Spaanse coureur.
- Eerste podiumplaats voor Felipe Massa.
- Dit was de zesde overwinning van de Grote Prijs van Europa voor Michael Schumacher (eerdere overwinningen in 1994, 1995, 2000, 2001 en 2004); een verbetering van zijn record.

Als eretitel: 1923 (Italië) · 1924 (Frankrijk) · 1925 (België) · 1926 (San Sebastián) · 1927 (Italië) · 1928 (Italië) · 1930 (België) · 1947 (België) · 1948 (Zwitserland) · 1949 (Italië) · 1950 (Groot-Brittannië) · 1951 (Frankrijk) · 1952 (België) · 1954 (Duitsland) · 1955 (Monaco) · 1956 (Italië) · 1957 (Groot-Brittannië) · 1958 (België) · 1959 (Frankrijk) · 1960 (Italië) · 1961 (Duitsland) · 1962 (Nederland) · 1963 (Monaco) · 1964 (Groot-Brittannië) · 1965 (België) · 1966 (Frankrijk) · 1967 (Italië) · 1968 (Duitsland) · 1972 (Groot-Brittannië) · 1973 (België) · 1974 (Duitsland) · 1975 (Oostenrijk) · 1976 (Nederland) · 1977 (Groot-Brittannië)
Als alleenstaande race: 1983 · 1984 · 1985 · 1993 · 1994 · 1995 · 1996 · 1997 · 1999 · 2000 · 2001 · 2002 · 2003 · 2004 · 2005 · 2006 · 2007 · 2008 · 2009 · 2010 · 2011 · 2012 · 2016